# 東京都交通局6300型電力動車組
東京都交通局6300型電力動車組（日语：／ Tōkyōto kōtsūkyoku 6300-gata densha */?）為東京都交通局（都營地下鐵）三田線用的通勤型電力動車組，並於1993年6月23日投入服務。

## 概况
1989年，為了令三田線加快空調化及取締老化的6000型電力動車組，并计划在2000年乘入至东急电铁的部分线路。東京都交通局開始计划引进新型列车，以达到节约能源的理念，于是，6300型应运而生。
在1993年6月至1994年7月，6300型共78辆列车陆续引进至三田線，成功的取代了老化的6000型，使得空調化达到100%。为了保证在2000年能在東急目黑線进行直通运行，在1999年再次购置144辆列车。目前，列车已有扩充至8编组的计划。

## 列车外观
本款列车采用轻型不锈钢车体。列车每节车厢4对车门，为内藏门，并在列车两端设置有紧急出口。列车车头外形采用弧线形设计，给人以「速度感」、「近未来」、「高科技形象」的感觉 。列车前端安装有排障器。

## 列车批次分類
- 1次車：6301-6305編組（1993年度）／川崎重工业製
- 2次車：6306-6313編組（1994年度）／川崎重工业製
- 3次車：6314-6337編組（1999年-2000年度）／川崎重工业、近畿车辆製

## 列車編組[4][1]
|          | 6300 ←西高岛平方向目黑、日吉方向→ |                              |                              |                              |                              |                        |
| 車廂編號 | 1                                 | 2                            | 3                            | 4                            | 5                            | 6                      |
| 集電弓   |                                   | ◇                            |                              |                              | ◇                            |                        |
| 动力单元 | 单元1                             | 单元1                        | 单元1                        | 单元2                        | 单元2                        | 单元2                  |
| 形式區分 | 63XX-1 (63-Tc2A) (Tc1)            | 63XX-2 (63-M1A) (M1)         | 63XX-3 (63-M1B) (M2)         | 63XX-4 (63-T2A) (T1)         | 63XX-7 (63-M1A) (M1)         | 63XX-8 (63-Tc2B) (Tc2) |
| 其他設備 |                                   | 無障礙設施                   |                              |                              | 無障礙設施                   |                        |
| 安裝機器 | BT                                | VVVF,SIV                     | VVVF,CP                      | CP                           | VVVF,SIV                     | BT                     |
| 車輛重量 | 1、2批次：27.0t 3批次：26.9t      | 1、2批次：35.0t 3批次：34.2t | 1、2批次：33.0t 3批次：32.0t | 1、2批次：26.0t 3批次：26.1t | 1、2批次：35.0t 3批次：34.2t | 27.0t                  |
| 載客量   | 136人                             | 148人                        | 147人                        | 147人                        | 148人                        | 136人                  |

範例
- VVVF：主控制裝置（VVVF變頻器）
- SIV：靜式變流器
- CP：電動空氣壓縮機
- BT：蓄電池
- ：無障礙設施

## 列车内部
列车客室设计理念给人以「舒适的空间」以及明亮的感觉。3次车较1、2次车相比，在制造成本上也有所降低。每节车厢的均设置有窗帘，以及4台车内紧急通报装置，此外在第2、5节车厢设置有轮椅位。空调单机功率为48.9kW（42,000kcal/h），每节车厢采取集中搭载。

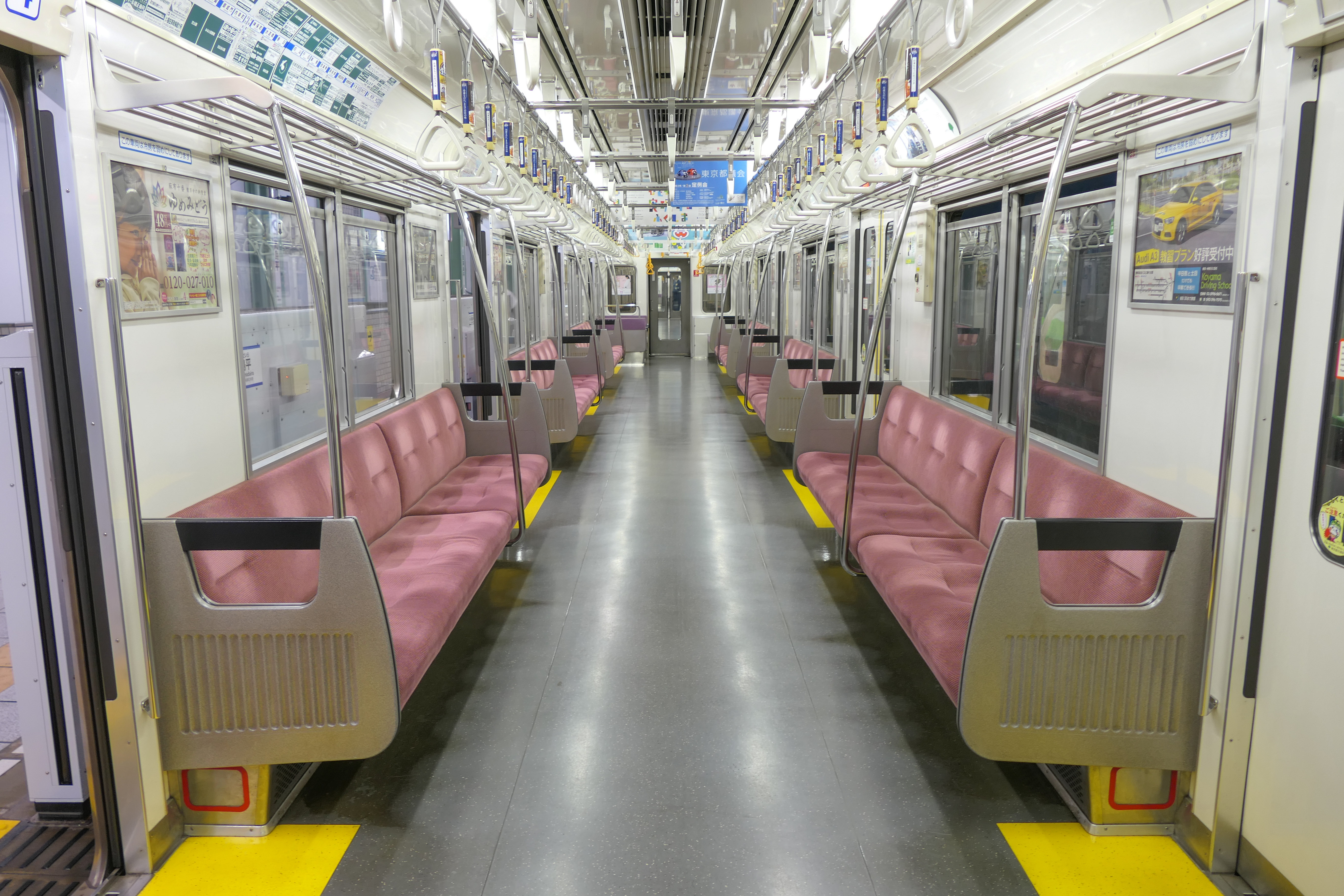
1-2次車内部
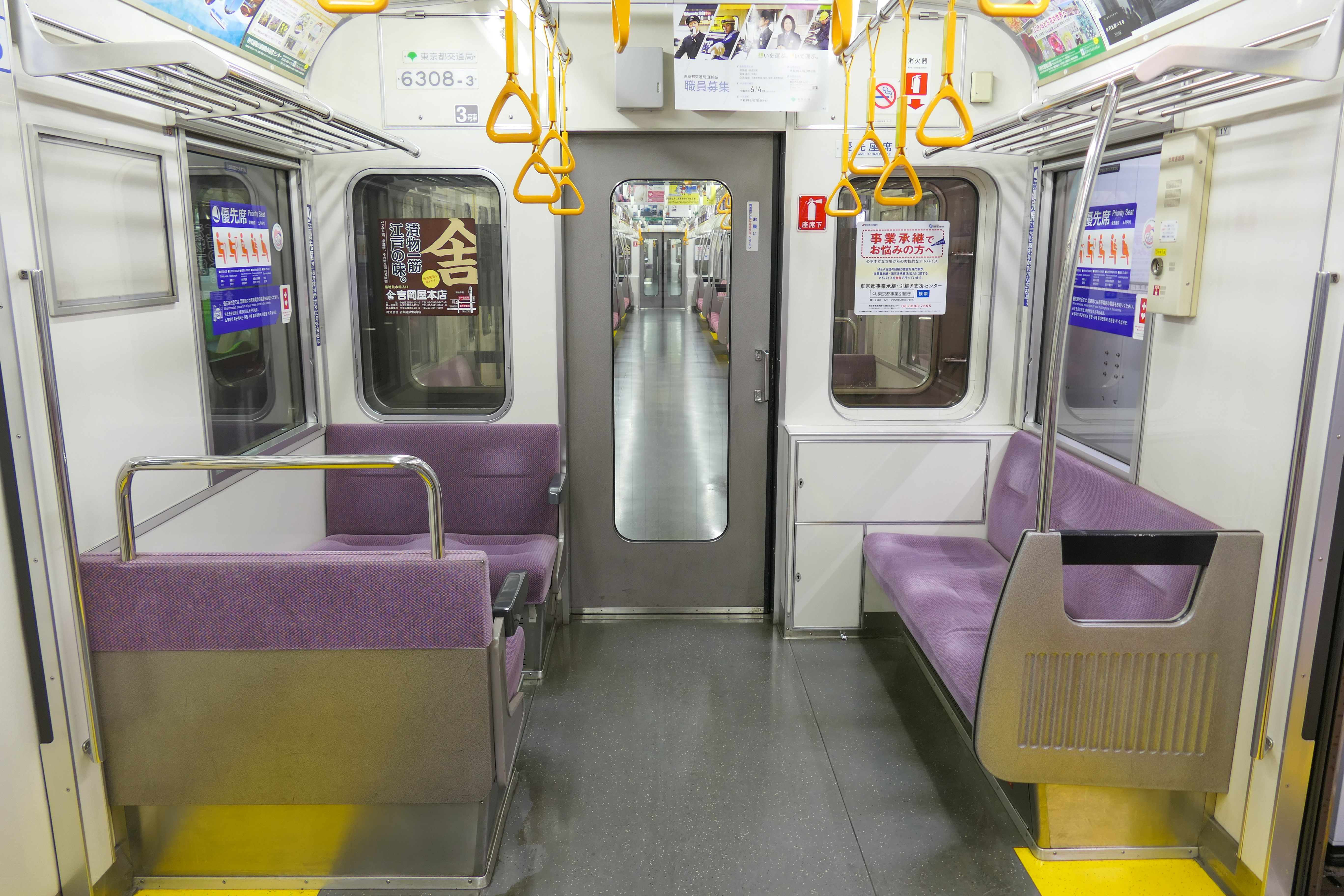
1-2次車車端部優先席
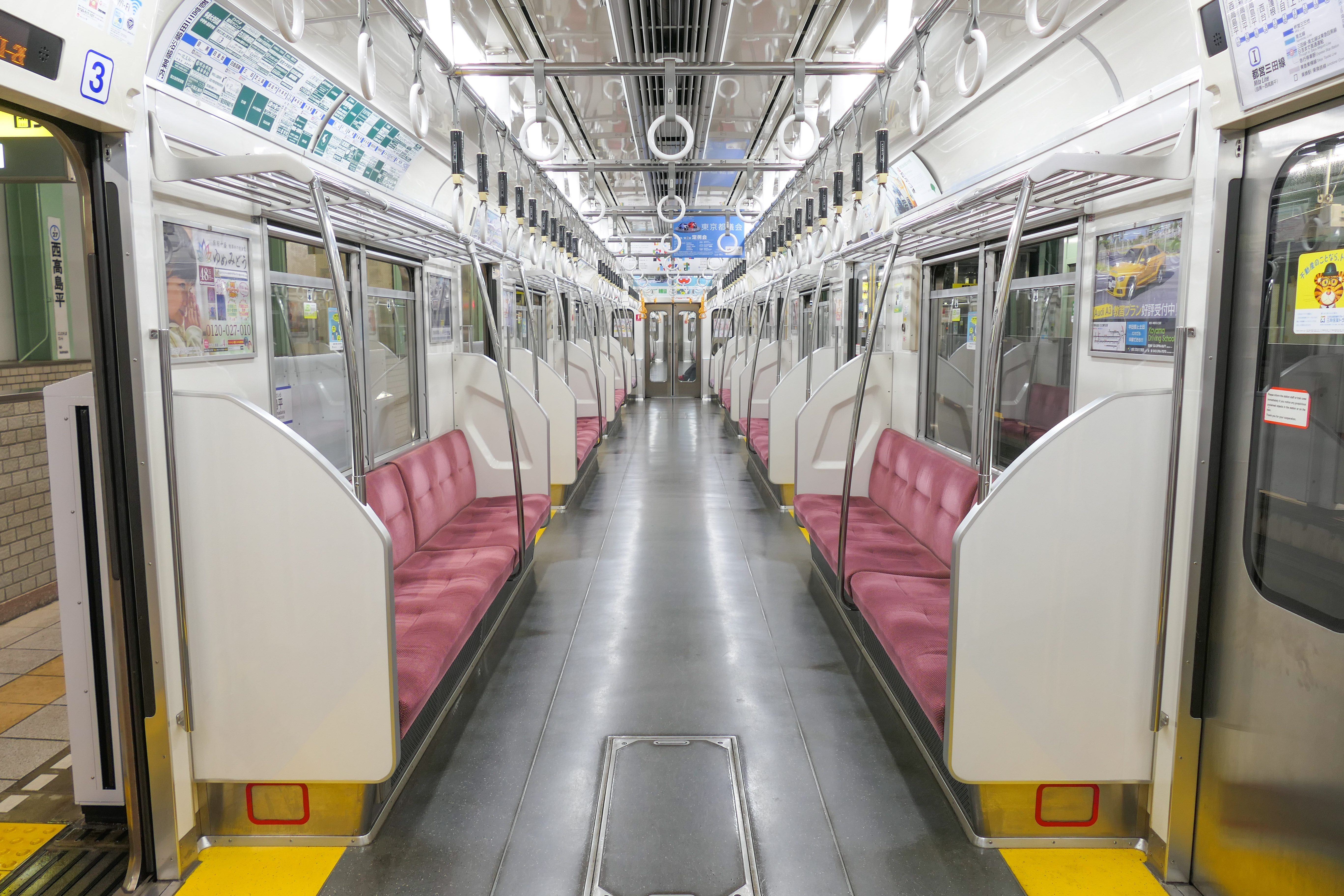
3次車内部
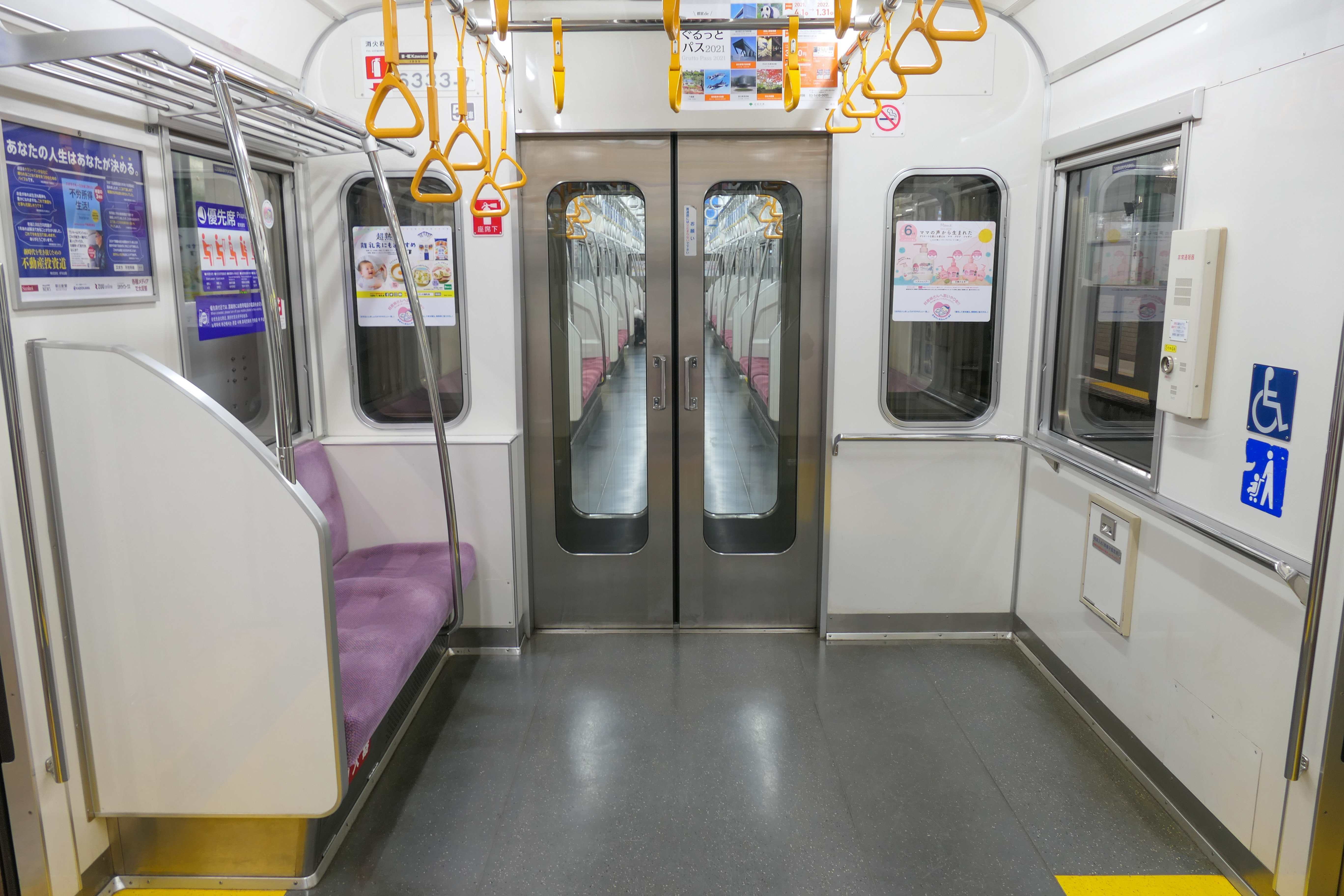
3次車轮椅位

## 车内向导设备
列车位于正面和侧面的方向幕均采用LED显示，字体为宋体。车内向导表示装置亦采用与营团9000系电力动车组一样的2段式文字表示装置，另外安装有路线图。另外，广播语种采用日语和英语，均已实行自动广播。

## 驾驶室
驾驶室室内颜色为米色，驾驶台仪表盘颜色为深棕色。为确保进深为1,175mm，故先头车比中间车长250mm。操纵器为T型手柄式，为4段牵引+7段制动+紧急制动。在驾驶台左侧设置有用于紧急联络用的话筒装备。此外，驾驶室与客室之间的门采用电磁技术锁闭。为防止误按车门开关按钮，按钮也修改为绿色按钮和黑色按钮同时按动时，方能生效。

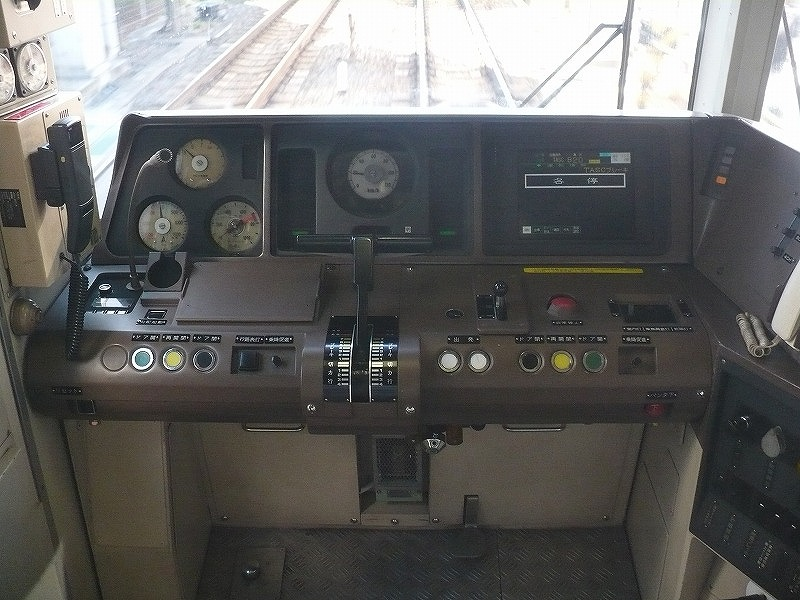
1次车驾驶台
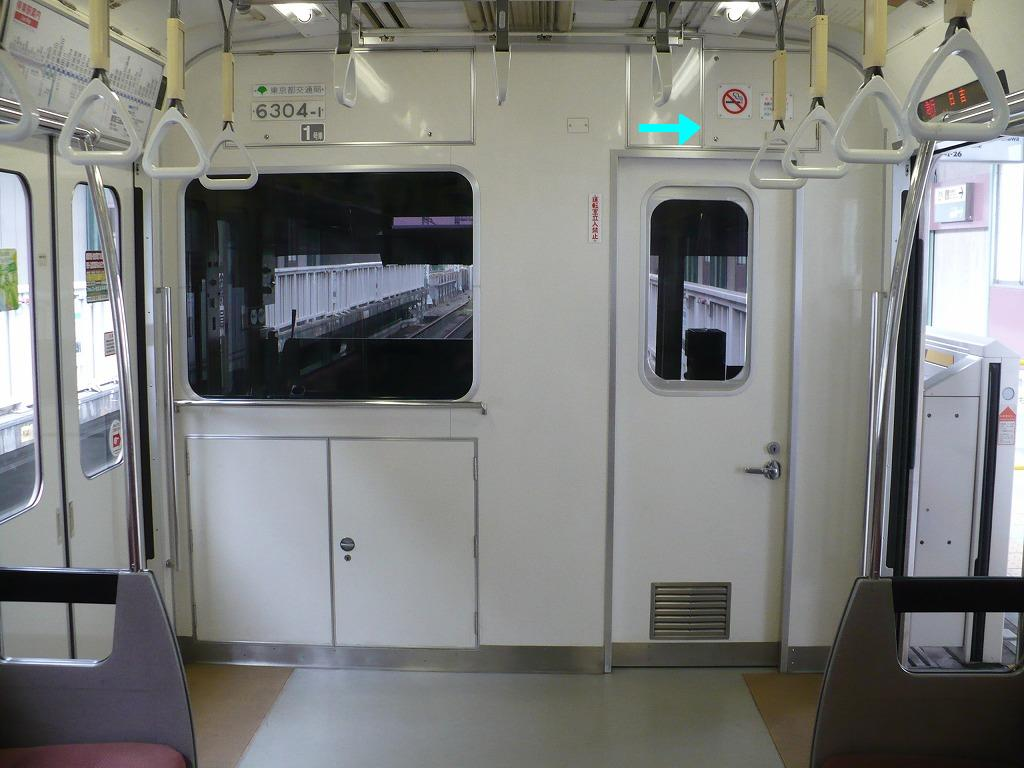
驾驶室与客室之间的隔断
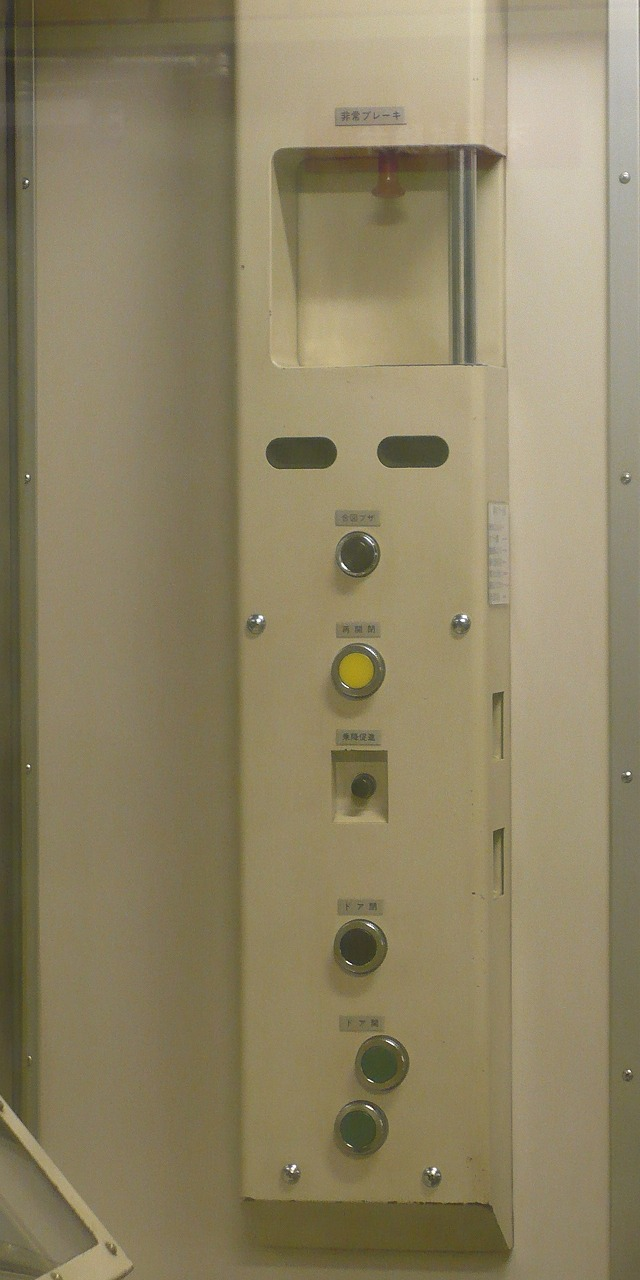
车门开关按钮

## 行走设备
1次车采用三菱电机、2次车采用日立制作所制造的GTO-VVVF半导体器件（T-INV6），3次车采用三菱电机制造的IGBT-VVVF半导体器件（T-INV6A）。1、2次车采用冷却剂对半导体器件进行冷却，3次车采用自然通风干燥方式对半导体器件进行冷却。
列车转向架采用了和东京都交通局5300型电力动车组相似的转向架（近畿车辆制动力转向架：KD-308形，交通局形：T-6A型；无动力转向架：KD-308A形，交通局形式T-B型），动力车制动方式采用踏面制动，拖车采用踏面制动器，这种踏面制动是东京都交通局首次采用的。
辅助电源装置采用靜式變流器，输出电压为三相交流440V，辅助电路变压电压为单相交流200V，整流为直流100V输出。1次车为东芝制、2次车是东洋电机制造制的170kVA输出装载，3次车是三菱电机制造的150kVA输出装载。电动空气压缩机采用了和东京都交通局5300型电力动车组一样的低噪音的C-2000LB形。
列车主要制动方式为空气制动，在手动驾驶时，制动段数为7段；在实行ATO后，制动段数为31段，这样能保证在制动相对平稳。
1、2次车在最初的保安装置为ATS，3次车的则为ATO和ATC，现在1、2此车的保安装置均已更改为和3次车的相同。

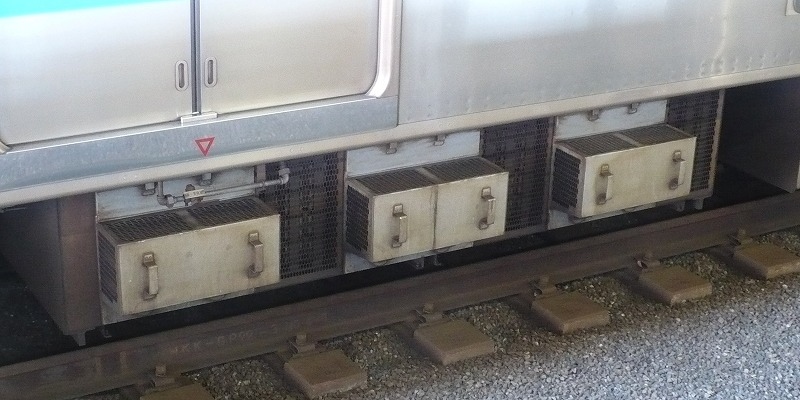
2次車VVVF逆变器装置 （器件冷却单元）
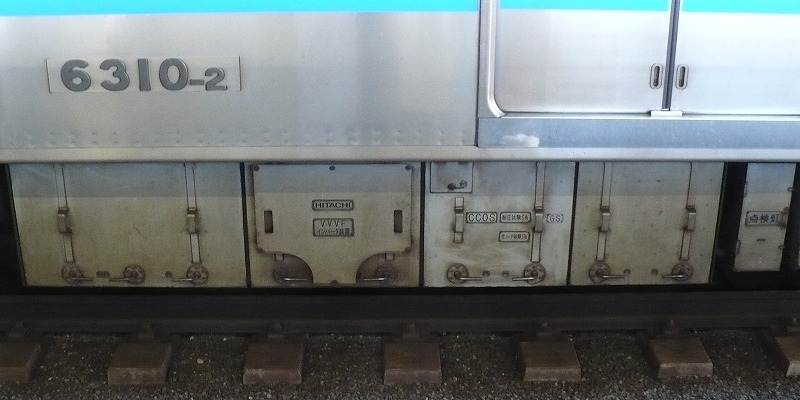
2次車VVVF逆变器装置的另一侧 （门控控制装置）
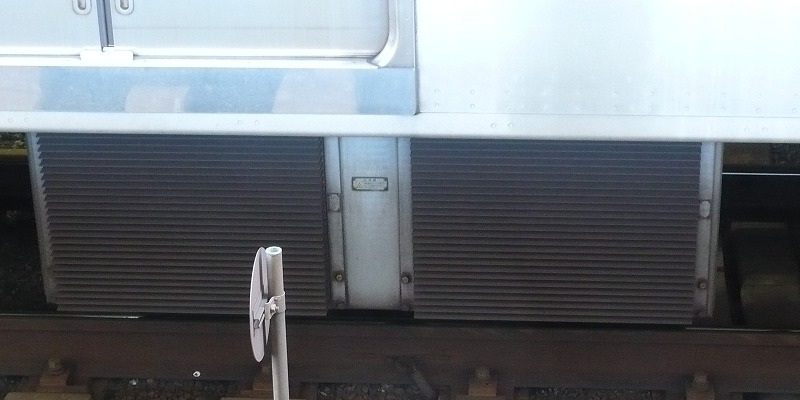
3次車VVVF逆变器装置 （干燥冷却器件部分）
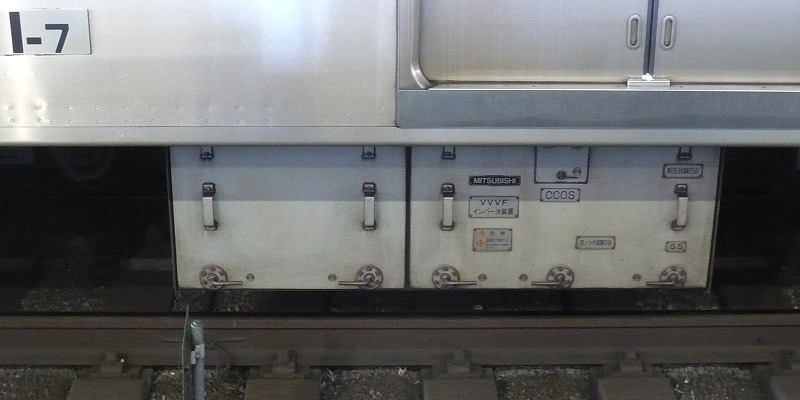
3次車VVVF逆变器装置的相反一侧 （门控控制装置）
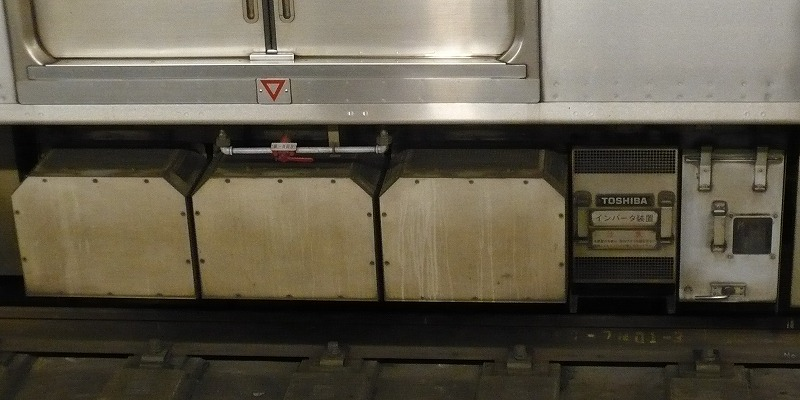
1次車東芝製 静止形逆变器装置
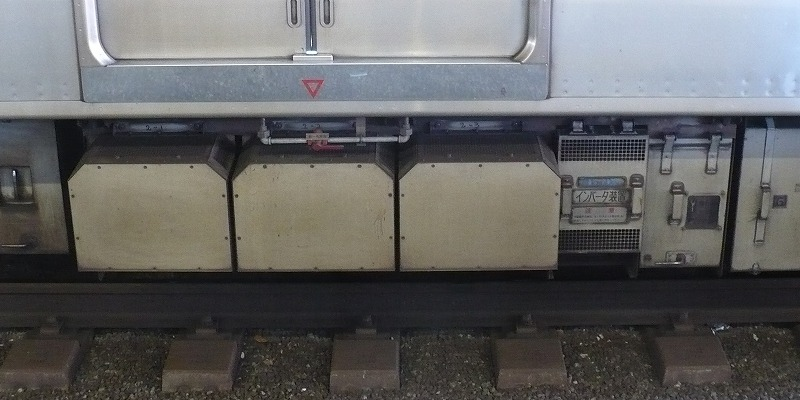
2次車東洋電機製 静止形逆变器装置
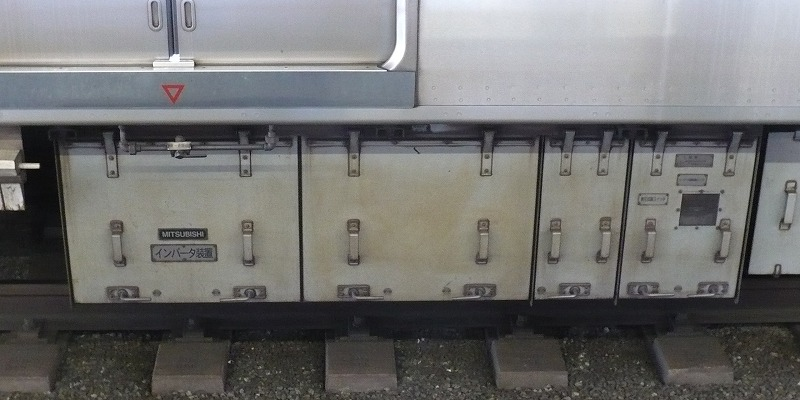
3次車三菱製 静止形逆变器装置
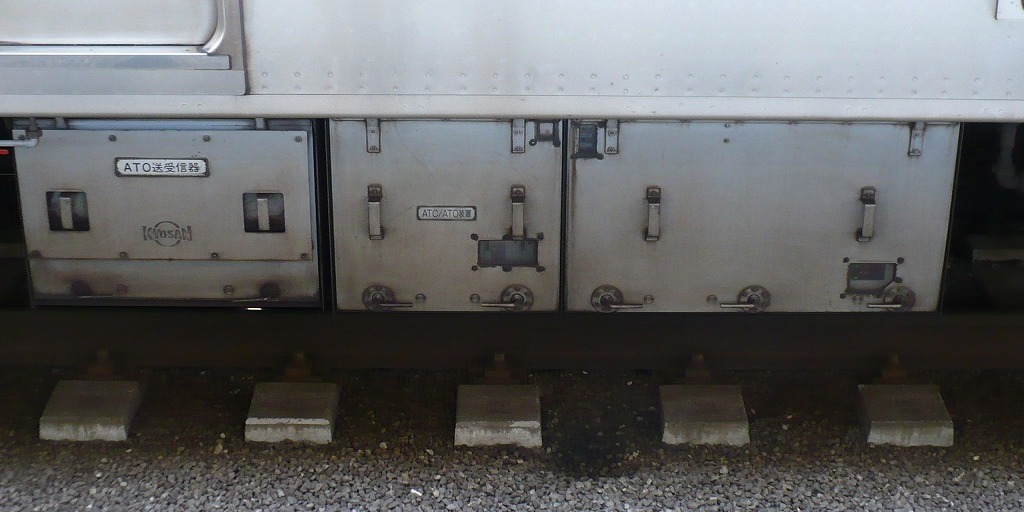
1次車ATO送受信器（左側） ATC/ATO装置
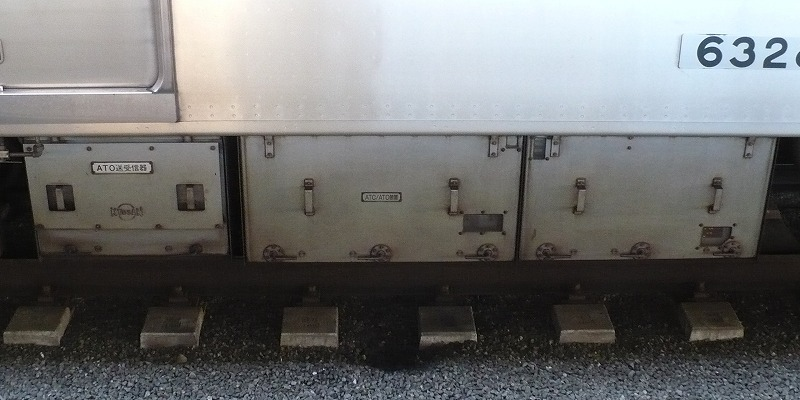
3次車1号車ATO送受信器（左側） 片置式ATC/ATO装置
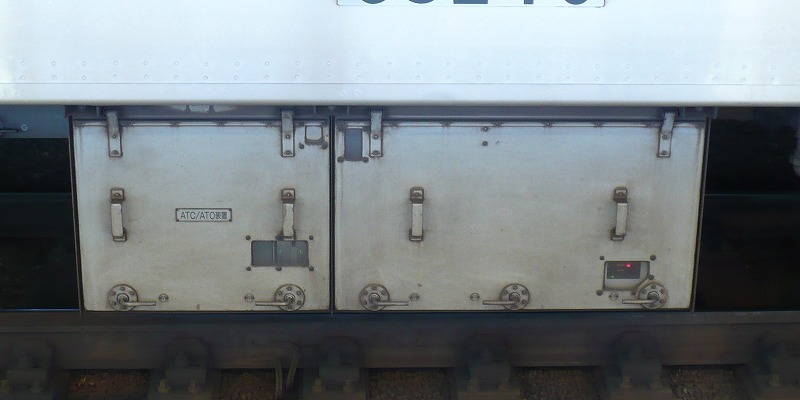
3次車6号車ATC/ATO控制传送装置

## 车辆特征
1、2、3次车的排障器均不相同，车内装修的规格和驾驶台仪表盘的设计也有不同。

### 1、2次车
- 车内监控装置显示屏设置于驾驶台上。
- 列车编号设定系统原来位于驾驶席背面，但后期停用，现已在近期改造中拆除。
- 1次车车身下部面积较小，2次车车身下部面积较大。

### 3次车
- 车身下部面积缩小。
- 前照灯、尾灯箱的外观变更。
- 空调压缩机容量增大。
- 车内地板上设置有检修入口。

## 列车维修
在2005年，开始对1次车进行维修；在2007年，对2次车也开始进行维修。在2011年8月，也开始陆续对3次车开始进行维修，目前仅有6314-6319尚未开始维修。

## 其他
在6300型列车营业开始之前的1993年6月22日，位于高岛平站附近的小学生参加了发车仪式，并参与了高岛平-巢鸭的试运行。同年7月31日并在列车的方向幕上表示有「6300形新造纪念」的标志。

## 退役
由於1、2次車使用已久，所以將會於2022年起，由新型的6500型取代。